# Toyismo
(Motto del gruppo toyista)

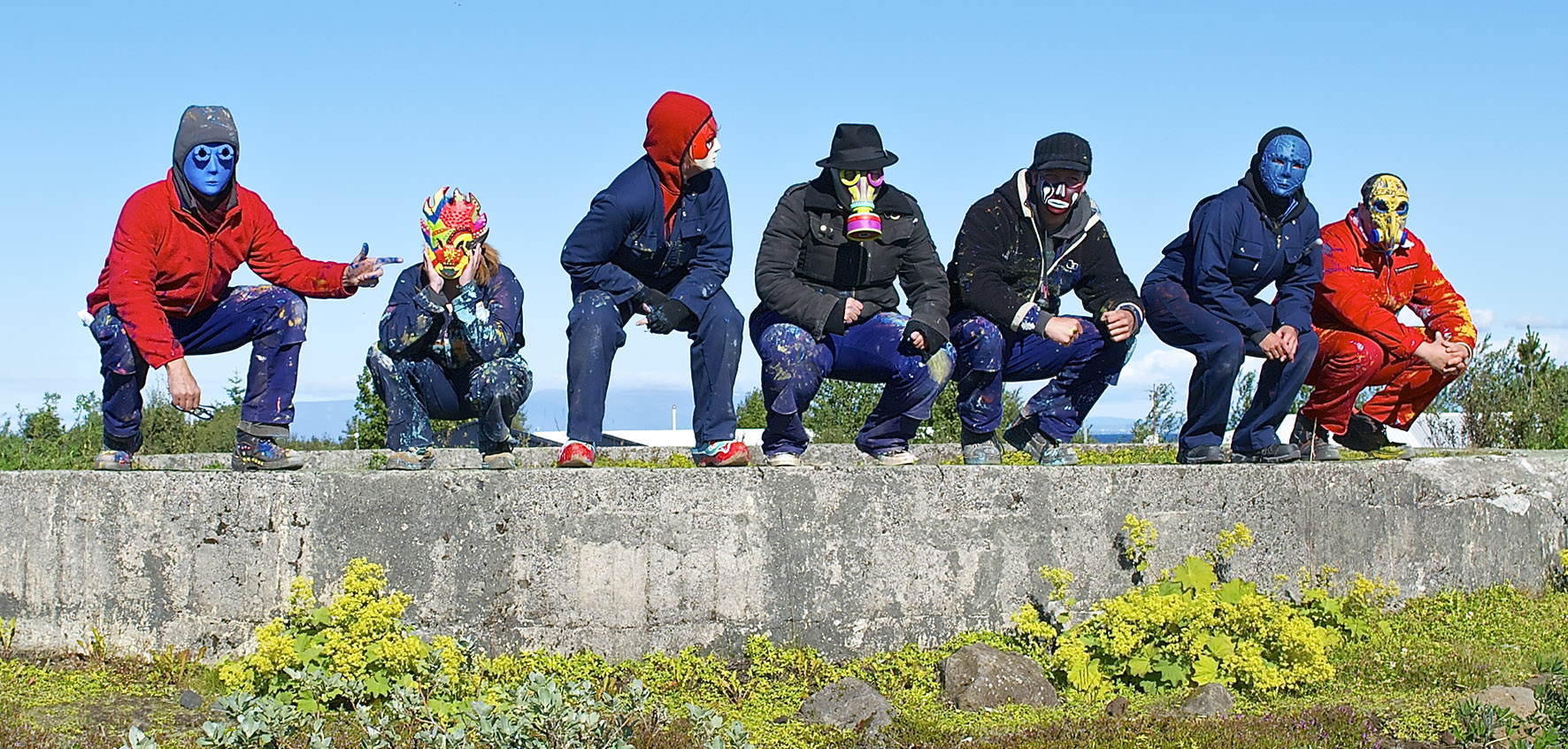
Membri del gruppo toyista nel 2013.

Il Toyismo è un movimento artistico contemporaneo nato ad Emmen, cittadina dei Paesi Bassi, intorno agli anni '90. Composto inizialmente soltanto da artisti olandesi, il gruppo negli anni si è molto allargato, accogliendo anche esponenti dell'arte contemporanea provenienti da tutto il mondo.
Tale movimento artistico ha realizzato quella che oggi è la più grande opera d'arte nei Paesi Bassi, Il Punto, situata a Emmen, mentre in Islanda produssero, nella città di Keflavík, Uppspretta, il più grande murale del paese. A partire dal 2021, le opere realizzare dagli artisti del Toyismo risultano essere più di 800, tra dipinti e sculture.

## Il movimento artistico
Il termine "toyismo", coniato da Dejo, il maggior esponente nonché fondatore del movimento, si rifà alla parola inglese "toy", che indica il giocattolo di un bambino. Con tale termine, infatti, Dejo voleva sottolineare la natura libera, giocosa e ironica dell'arte prodotta dal suo movimento. Le opere del Toyismo, infatti, hanno la loro base nei pensieri personali e più reconditi degli artisti stessi. Tali pensieri prendono forma tramite uno stile che allude all'arte pubblicitaria e ai mondi dei videogame, facendo in modo che trasmettano un senso di familiarità allo spettatore. Tuttavia, i sottesi simboli occulti presenti nelle opere stesse rende queste ultime quasi surreali e distanti, quasi incomprensibili, allo spettatore. Inoltre, un altro elemento caratteristico è il fatto che il soggetto di ogni opera toyista è spesso un breve racconto che da un senso generale all'intera composizione.
Il manifesto toyista, chiamato e intitolato Madre e pubblicato il 5 settembre 1992, critica fortemente il predominio che l'individualismo possiede nell'arte contemporanea e precedente. Difatti, in contrapposizione contro tale individualismo, l'obiettivo del Toyismo è quello di focalizzare l'attenzione sull'arte in sé, non sull'artista È questo il motivo che portò gli artisti del movimento toyista a rimanere anonimi e a indossare estrose maschere realizzare da loro stessi per nascondere la propria identità. Di seguito, è riportato un passo scritto dal critico d'arte contemporanea Wim van der Beek, autore di un saggio sul Toyismo:
Nella ricerca di cornici storico-artistiche in cui collocare l'opera e le innovazioni dei toyisti, i riferimenti alla pop art, a Keith Haring e al graffitismo sono evidenti. Una delle somiglianze più sorprendenti con quest'ultimo movimento è proprio l'uso di pseudonimi. La scelta consapevole dell'anonimato, la de-individualizzazione, la preferenza per un approccio simile a quello della guerrilla art, la predilezione per lo spazio pubblico come palcoscenico in cui esibire la propria arte e una mentalità anti-establishment sono le caratteristiche cardine dei toyisti.
— Wim van der Beek, Toyism behind the mask, 2012 

## Storia

### 1992-2000
Il nome "Toyismo" fu introdotto per la prima volta nel 1990 quando Dejo, pseudonimo dell'artista fondatore del gruppo, descrisse un'opera realizzata lo stesso anno e intitolata Fuga dei ragni informatici. Dopo tale opera, iniziò a formarsi, intorno alla figura di Dejo, un gruppo eterogeneo e ancora non ben organizzato, il quale, entro un paio d'anni, avrebbe costituito il movimento artistico del Toyismo.

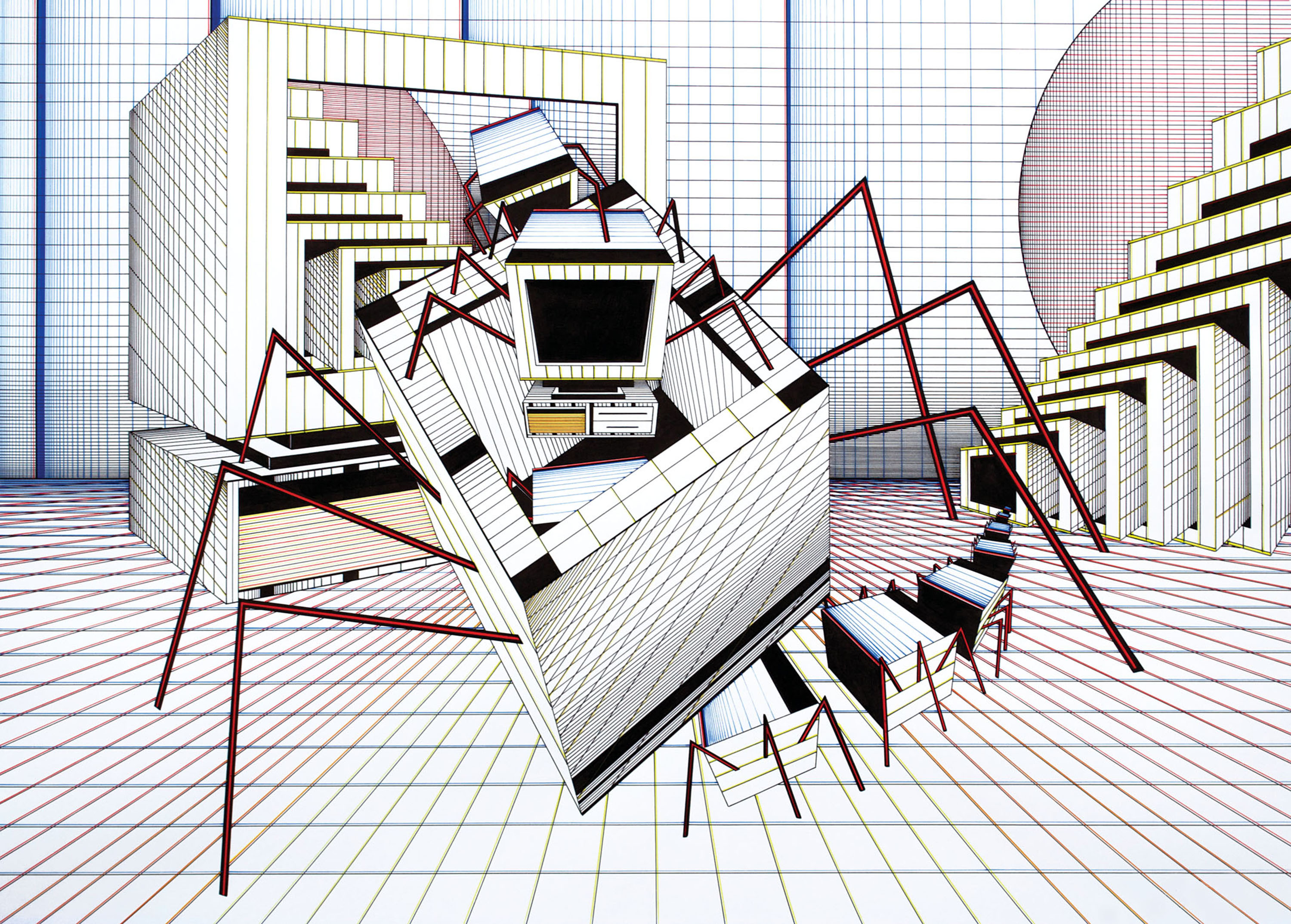
Fuga dei ragni informatici, 1990, Dejo, collezione privata

A questo punto, Dejo decise, il 5 settembre 1992, di pubblicare un manifesto, che egli stesso intitolò Madre, che fornisse una linea precisa e una filosofia artistica che il gruppo avrebbe dovuto seguire. Dopo un mese dalla sua pubblicazione, altri due pittori anonimo si unirono al movimento e il 24 febbraio 1993, presso il Veenpark, un museo all'aperto olandese, la prima opera del gruppo toyista fu esposta. L'anno dopo, diverse opere del movimento furono presentate in alcune mostre d'arte contemporanea a New York, ove il gruppo toyista acquisì sempre una maggior fama.
Le opere di questi anni si basano su uno stile figurativo, che, in tale fase, traeva ispirazione principalmente dal mondo della tecnologia e da quello dei videogiochi, specialmente dalla serie di Super Mario. Gli elementi tratti da questi due ambienti venivano proposti in maniera ripetitiva e quasi simbolistica nelle loro prime opere. Ad esempio, sullo sfondo figurano molto spesso delle nuvole, che richiamano a quelle presenti nello sfondo di Super Mario, mentre computer, oggetti tecnologici e talvolta anche Space Shuttle vengono rappresentati in ripetizione adornando e circondando i soggetti principali.

### Dal 2002 a oggi
Nonostante la crescente fama, il numero degli artisti aderenti al movimento toyista era rimasto a tre. Dejo decise dunque di riscrivere completamente il manifesto del movimento sul finire del 2001, dando un nuovo impianto e un nuovo volto al gruppo. Dal punto di vista tecnico, lo stile figurativo continuò ad essere adottato, nonostante Dejo abbandonò in parte l'ossessiva ripetizione di simboli, e, inoltre, si stabilì il divieto di mescolare il colore all'interno delle opere (tecnica che ricorda molto il neoplasticismo di Piet Mondrian) e l'uso di tonalità vivaci (come accadeva per le opere dei Fauves). 

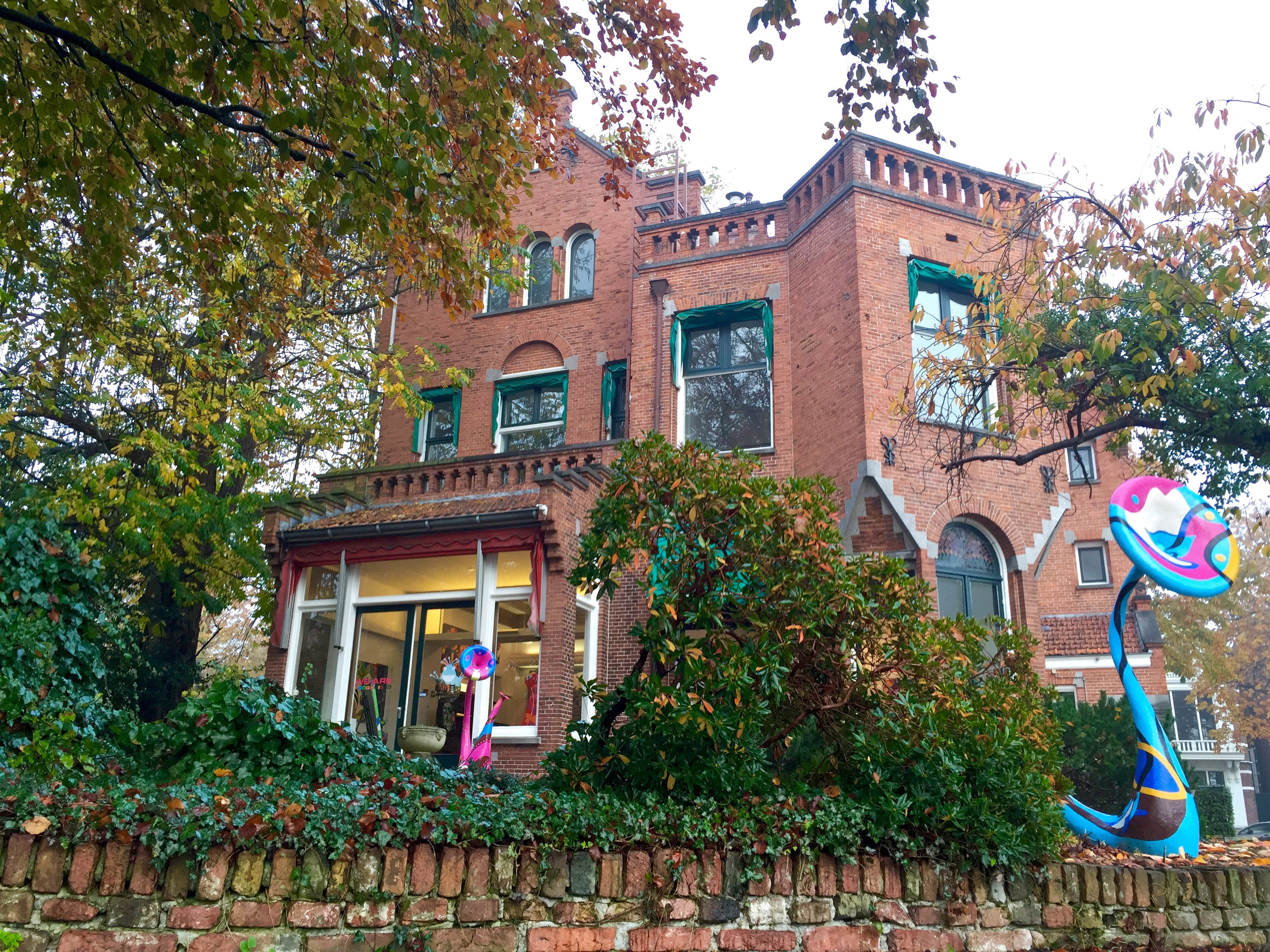
Fotografia dello storico edificio olandese Villa Heymans, che dal 2015 al 2017 fu la sede del gruppo toyista.

Oltretutto, con la riscrittura del manifesto, Dejo volle fornire al Toyismo una nuova e ben definita filosofia e base ideologica. Il nuovo manifesto incomincia, infatti, con un'aspra critica al carattere fortemente individualista ed egocentrico dell'arte, di fronte al quale il Toyismo vuole sostituire un movimento dove l'artista è subordinato al gruppo stesso. Fu proprio per questo motivo che nel manifesto Dejo stabilì che gli artisti aderenti al gruppo toyista dovessero sempre mantenere l'anonimato, indossando una maschera da loro stessi creata e operando sempre servendosi di uno pseudonimo. Quest'ultimo doveva essere scelto in base alla composizione stessa del gruppo. Infatti, Dejo da una parte sottolineò l'internazionalità del movimento, tuttavia stabilì che il numero massimo di artisti che possono aderire al gruppo è 26 e ogni pseudonimo deve incominciare con una lettera dell'alfabeto diversa. Inoltre, nonostante il manifesto sottolinei che l'individuo-artista non si realizza da solo ma bensì nel gruppo, Dejo riconobbe e valorizzò fin da subito i background e gli stili diversi di ogni componente del gruppo. Ogni artista può, difatti, esprimersi secondo il proprio stile personale, rimanendo tuttavia nella filosofia toyista, che l'artista stesso deve far propria.
Nel 2002, l'anno dopo la pubblicazione del secondo manifesto toyista, iniziarono ad aderire al movimento molti artisti provenienti da tutto il mondo, come dal Belgio, dalla Germania, dall'Italia, dagli Stati Uniti, dalla Thailandia, dalla Malaysia e anche dalla Cina. Il gruppo operò con un proprio studio personale situato a Emmen fino al 2015, anno in cui la sede fu trasferita a Groninga in un palazzo storico olandese, Villa Heymans, accanto al museo della città. Nell 2017, la sede si è nuovamente spostata, questa volta vicino all'aeroporto di Groninga-Eelde, mentre dal giugno del 2020, il movimento toyista si è stabilito nel padiglione Vredestein a Zuidlaren, opera dell'architetto Gerhardus Hoekzema.

## Galleria d'immagini

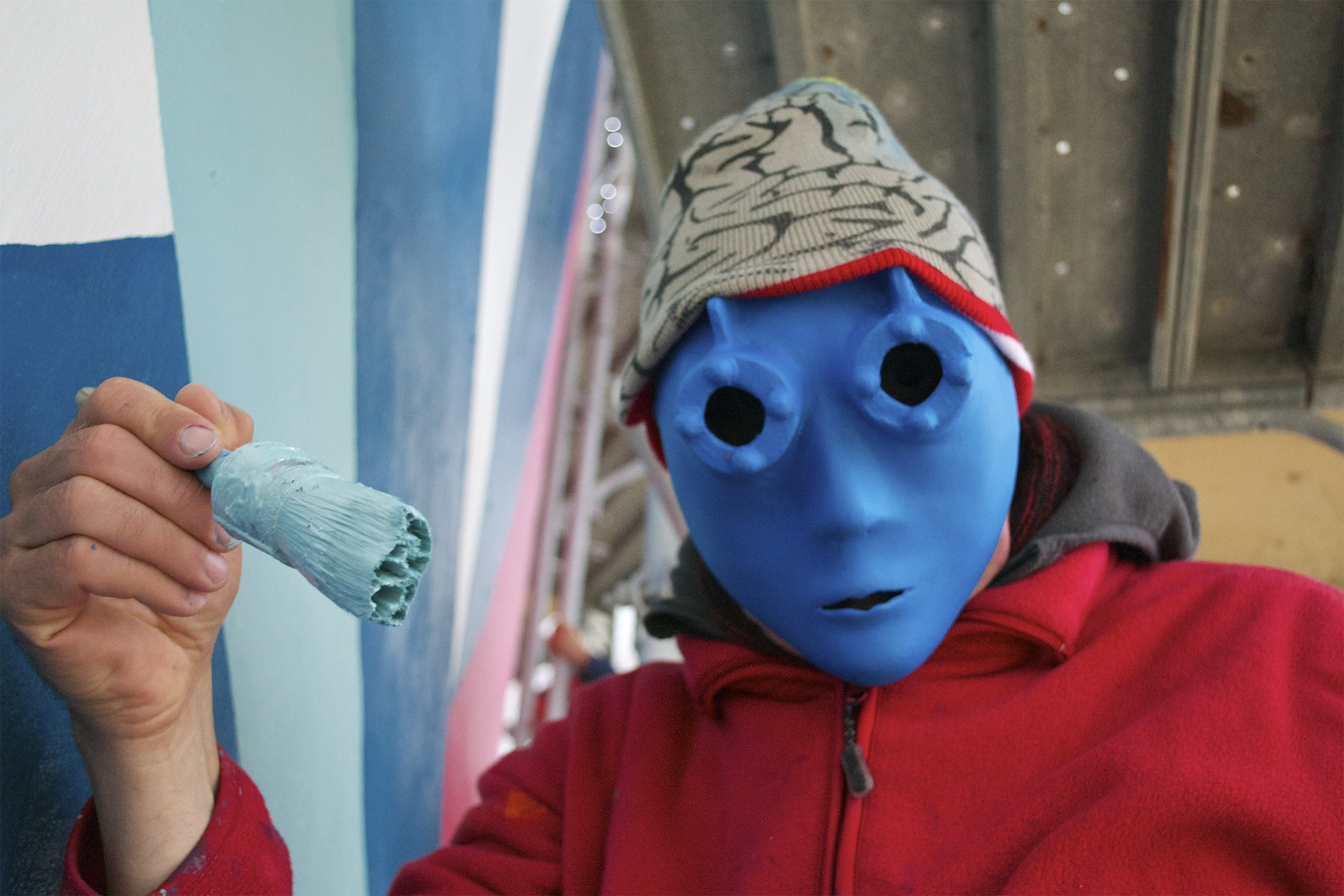
Dejo
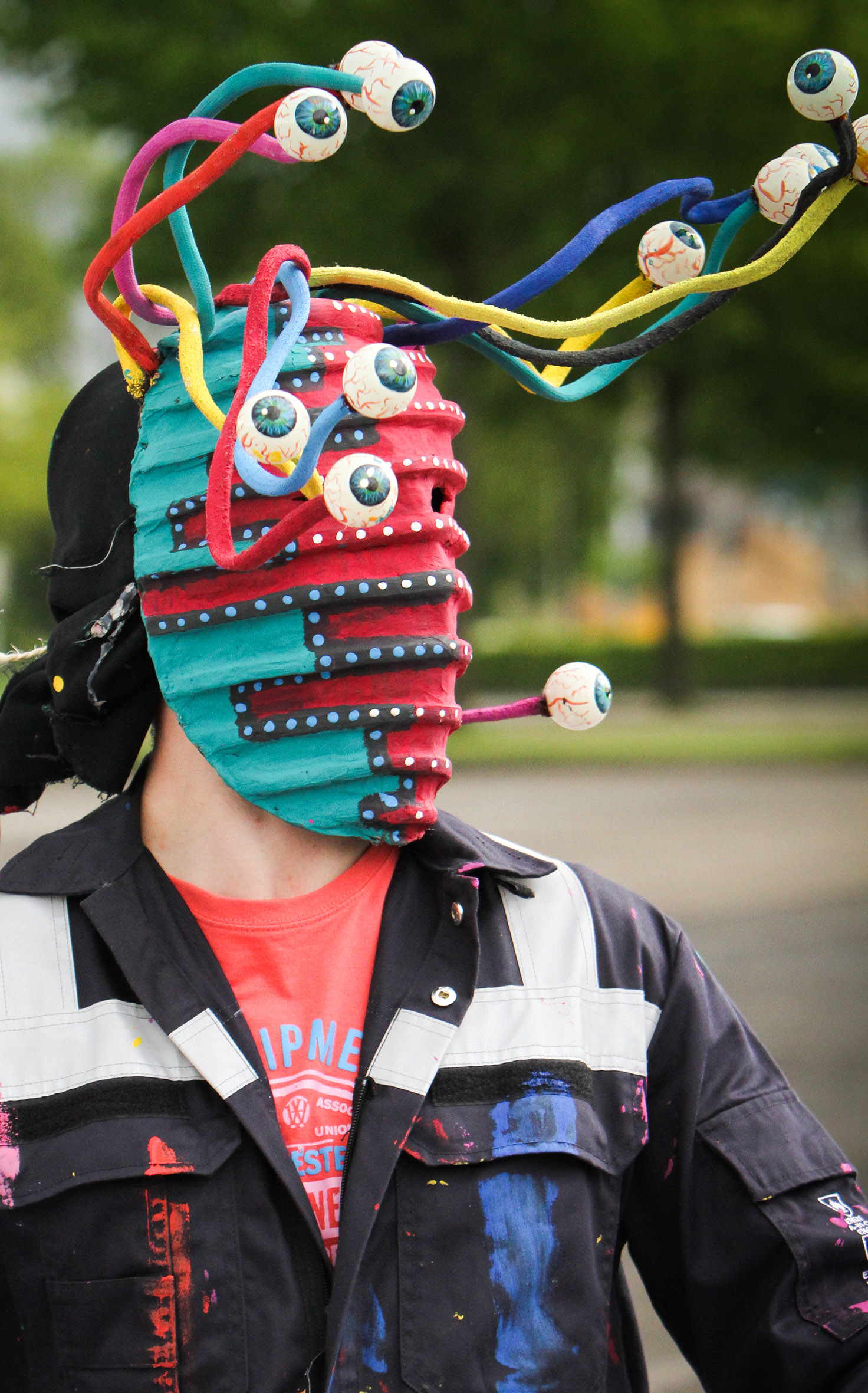
Gihili
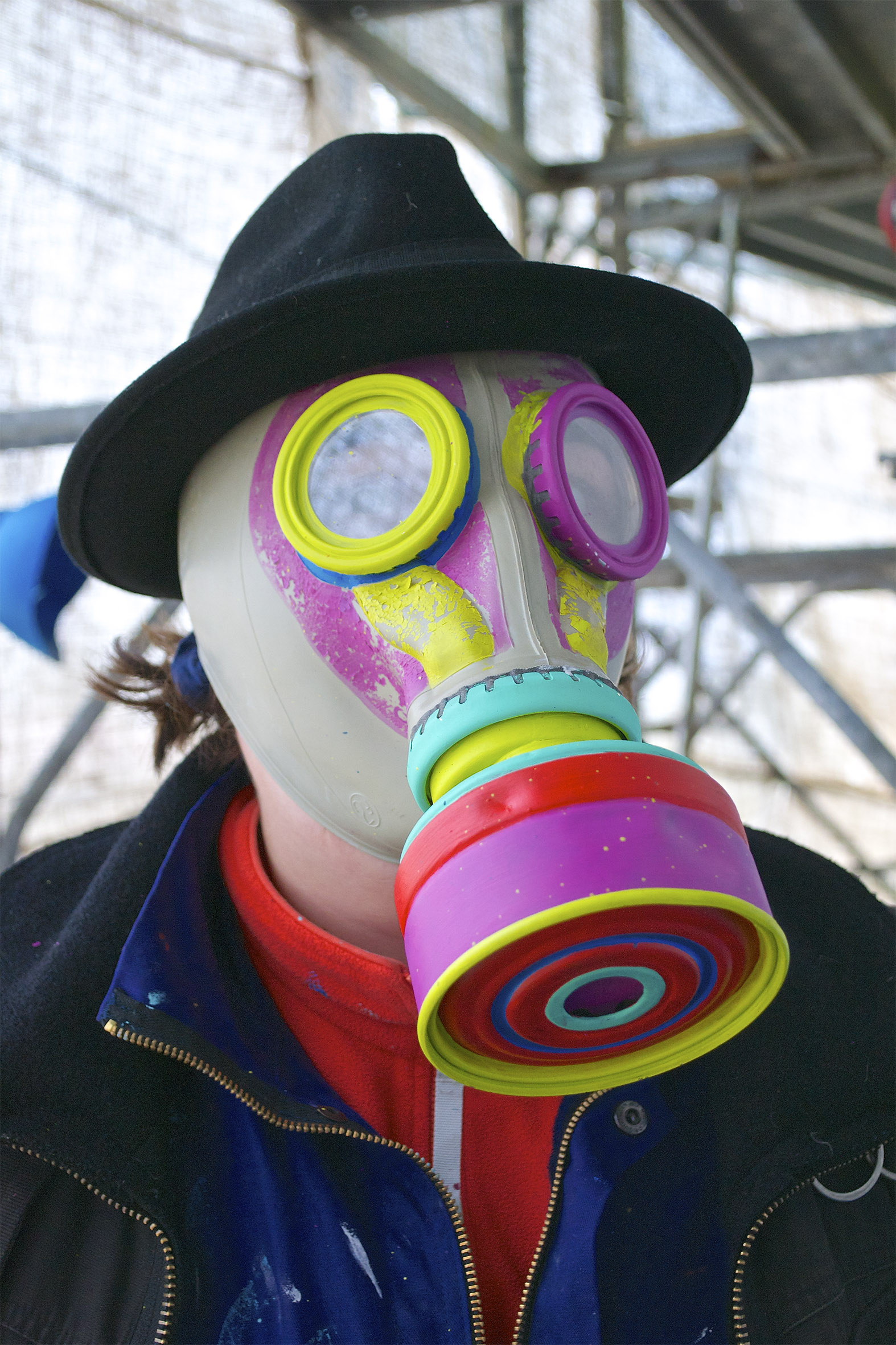
Qooimee
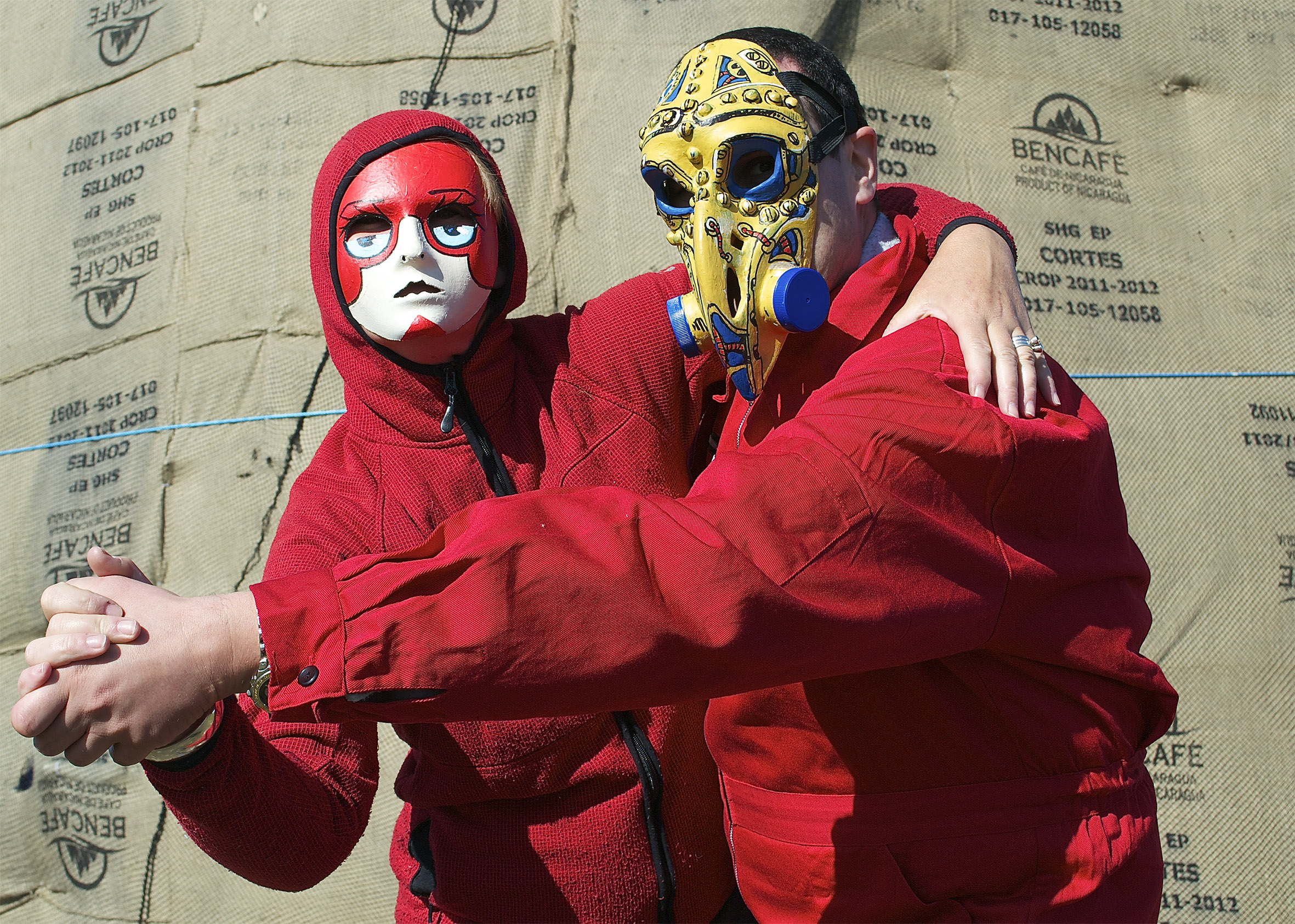
Bliissem e Hribso
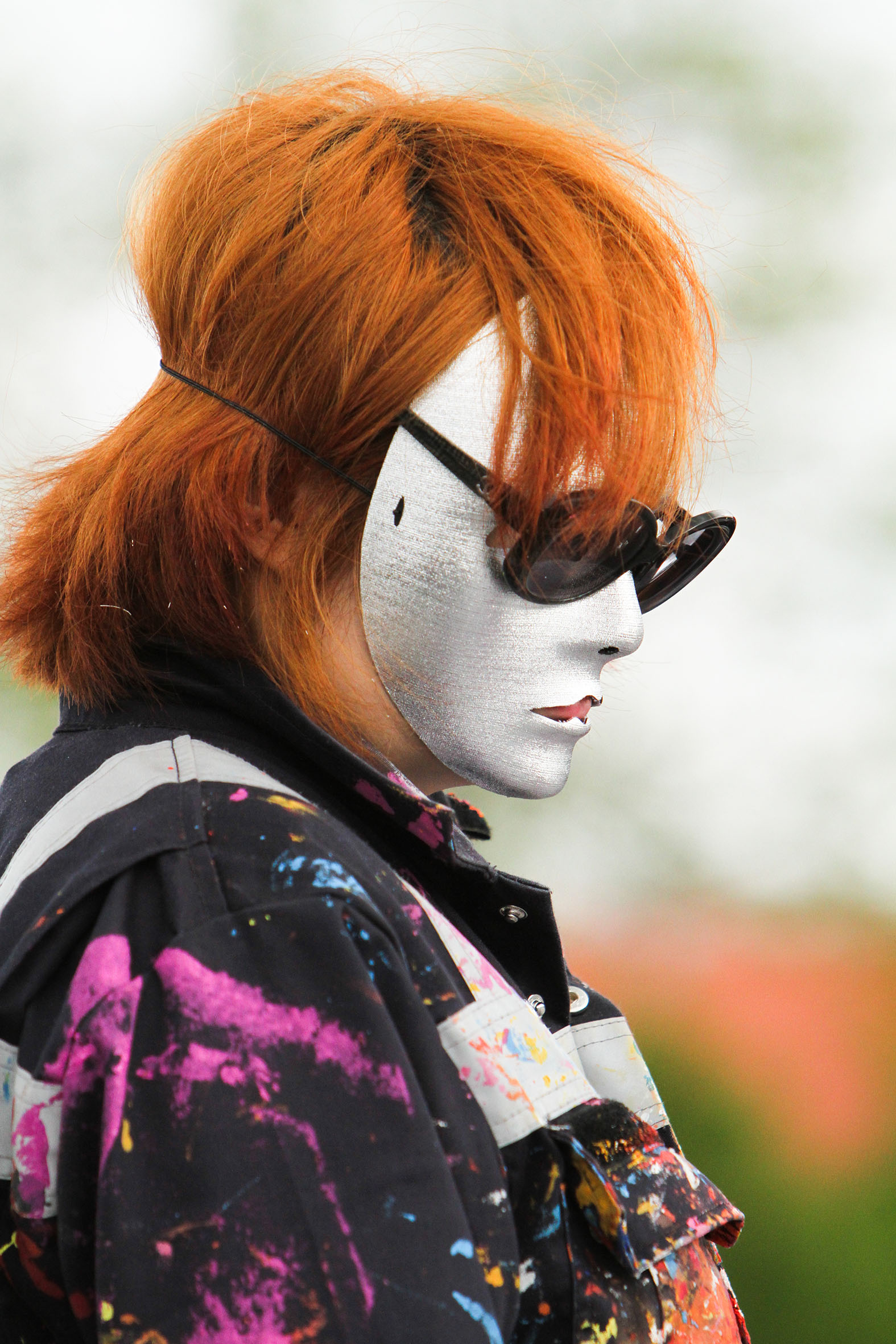
Lodieteb
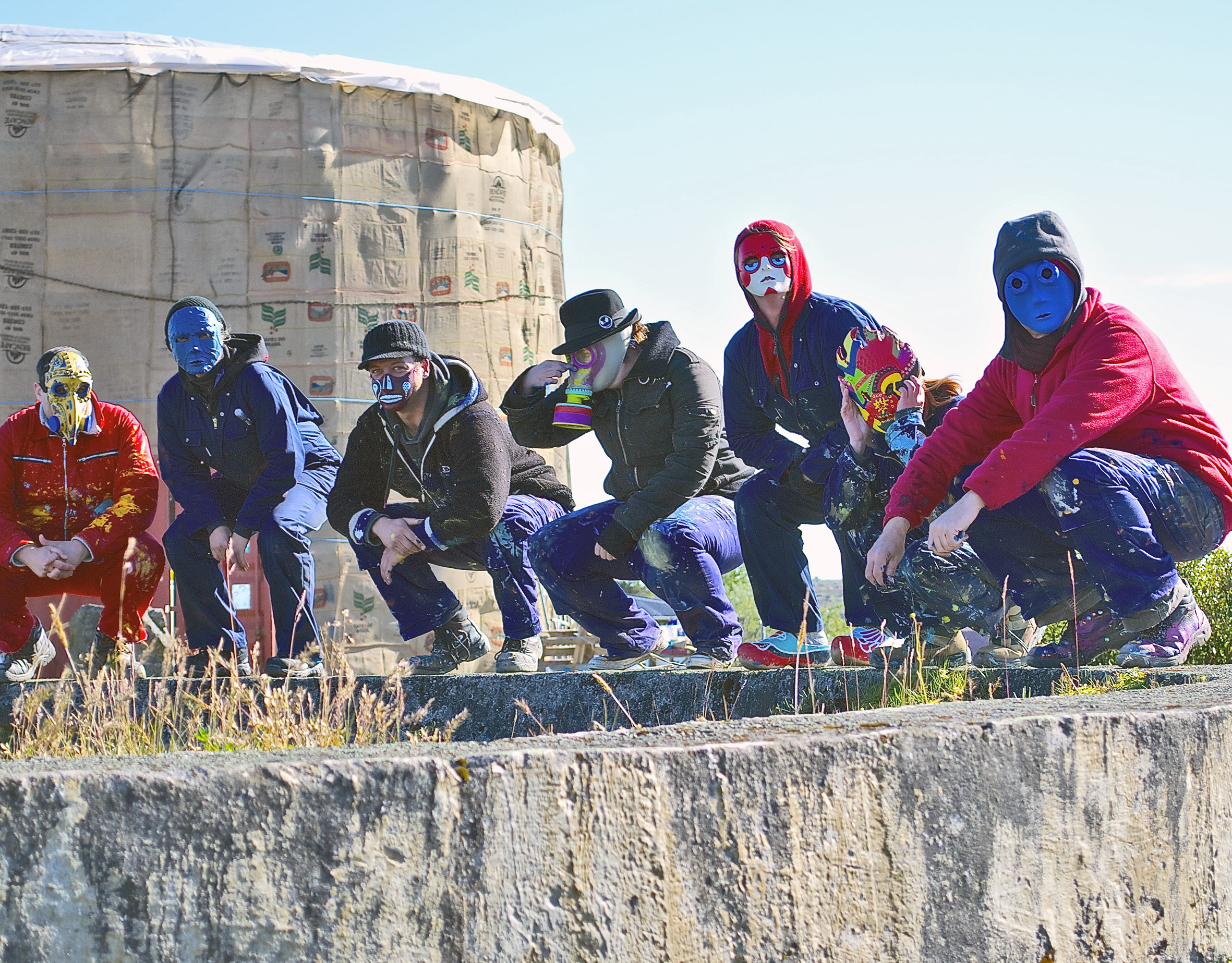
Membri del gruppo toyista durante la realizzazione dell'opera Uppspretta
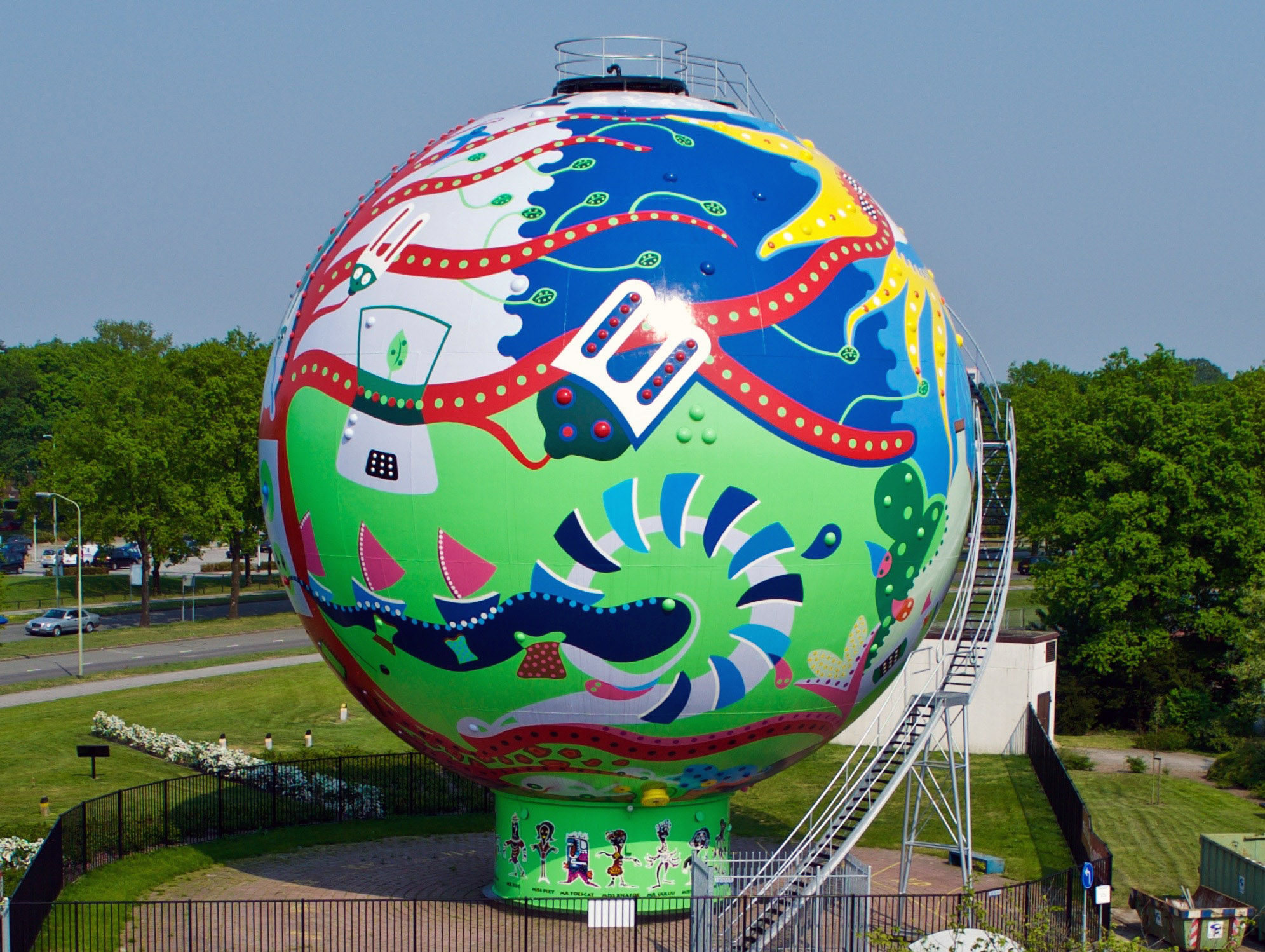
Il Punto-vivi con energia, Emmen, 2010
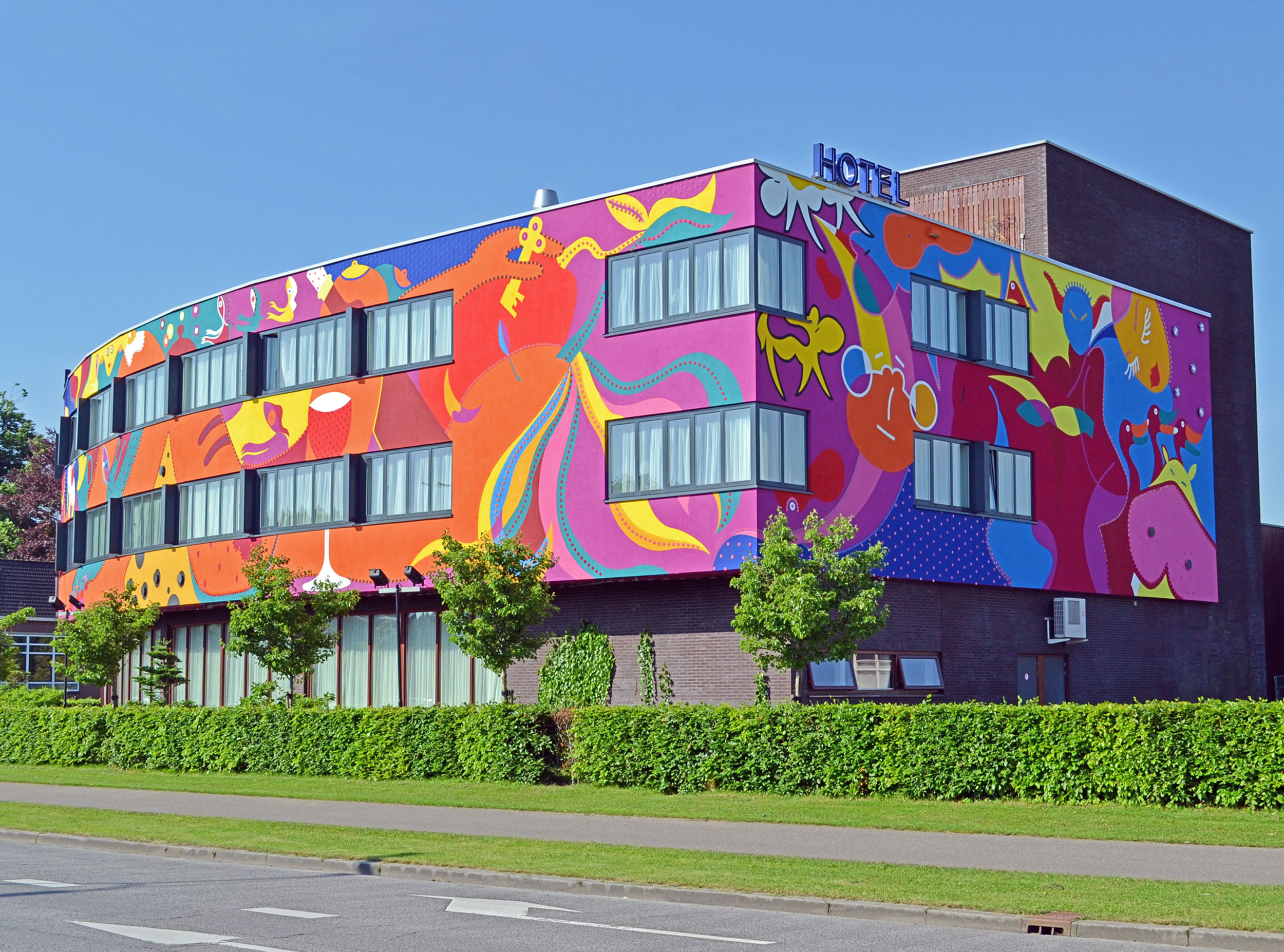
Facciata dell'Hotel Ten Cate. Il gruppo toyista si dedicò nel 2012 alla ripittura della facciata e delle stanze dell'albergo olandese
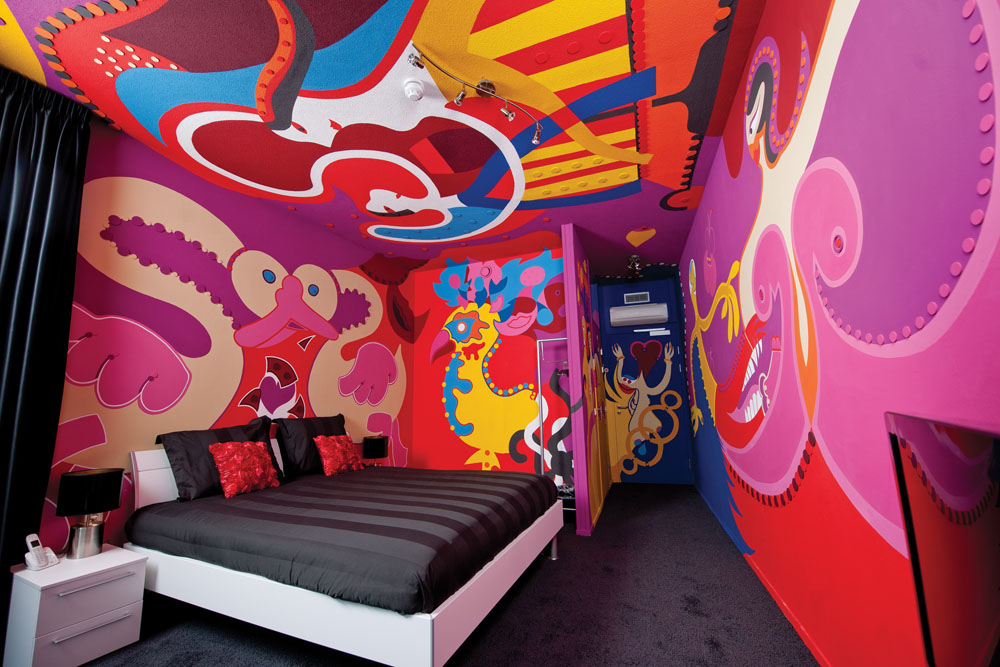
Danza dell'amore, stanza presente all'interno dell'Hotel Ten Cate e decorata dal movimento toyista
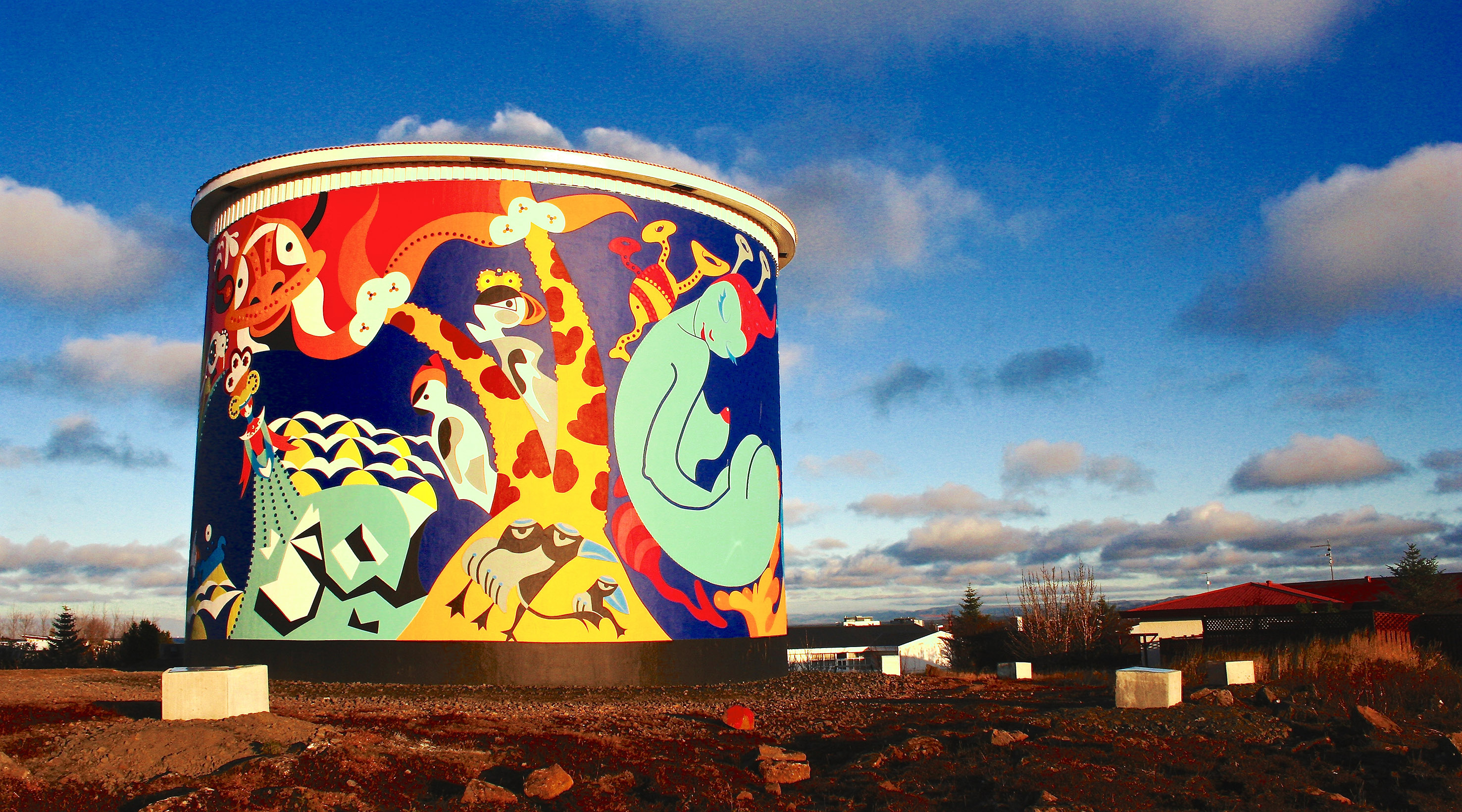
Uppspretta, Keflavík, 2013
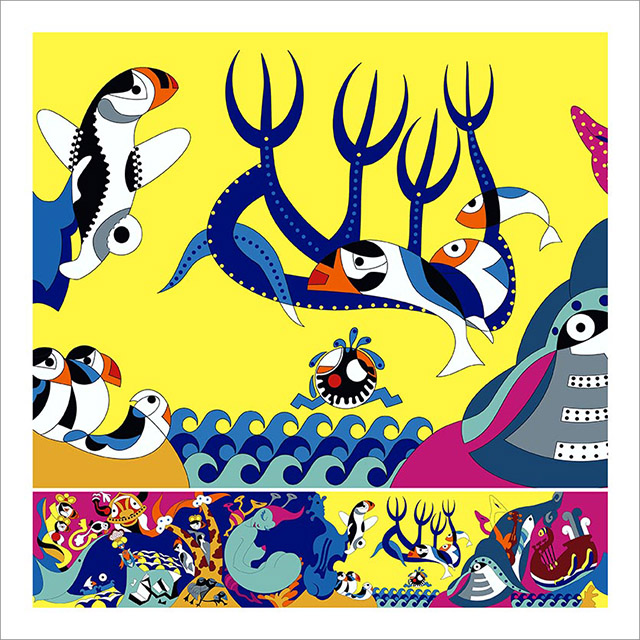
Dettaglio dell'opera Uppspretta